# 남북공동연락사무소 사무처
남북 공동연락사무소(南北 共同連絡事務所) 또는 북남 공동련락사무소(北南 共同連絡事務所)는 2018년 제1차 남북정상회담에서 합의된 추진 항목이 기록된 판문점 선언에 따른 양국의 엑션 플랜의 현실화 과정에서 마련된 것으로 북측의 조국평화통일위원회 및 남측의 통일부의 소속기관이었다. 2018년 9월 14일 발족하였으며, 대한민국 측 처장은 고위공무원단 가등급에 속하는 일반직공무원으로 보했다. 남과 북측 지역에 사무처를 각각 한 개씩 운영하였으며, 본소와 분소로 나누어졌다. 주된 기능을 수행하는 본소는 조선민주주의인민공화국 개성특별시 개성공업지구 내에 위치했으며, 서울특별시 종로구 삼청동 산2-28 남북회담본부 내에 서울분소가 위치했다. 2020년 6월 13일 김여정이 연락사무소를 폭파하겠다는 협박을 한 지 3일 뒤인 2020년 6월 16일 14시 49분경, 조선민주주의인민공화국 당국은 사무소를 실제로 폭파하였다.
2023년 4월 11일, 통일부 직제 개편에 따라 남측 남북공동연락사무소 사무처가 완전히 폐지되었다.

## 개요
남북공동연락사무소의 설치 근거는, 남북 관계 발전에 관한 법률에 따라서 설립되었다. 남북공동연락사무소 소장은 남측과 북측의 차관급이 역할을 하며, 이에 남측에서는 천해성 통일부 차관이 역할을 하고 있다. 그리고 북측에서는 조평통 부위원장이 맡았다. 남북 간에 소장은 주 1회 정례회의를 하고 필요하면 추가 협의 등을 진행하면서 남과 북의 ‘상시교섭대표’역할을 하는 것을 위하여 설립되었다. 설립의 의의는 남과 북 간에 24시간 연락이 가능한 교류 협력의 장소가 만들어진 것이다.

## 직무
- 남북관계의 모든 사항에 관한 남북한 간 연락 및 협의
- 남북한 간 각종 회담에 관한 교섭, 연락 및 협의
- 남북한 간 교류협력을 위한 공동 연구·조사의 지원에 관한 사항
- 경제, 사회, 문화예술, 체육, 보건, 교육 및 인도지원 등 각 분야별 남북한 간 교류협력에 관한 지원
- 북한 지역에서 개최되는 남북한 간 회담 및 공동행사 등의 지원
- 남북한 왕래에 대한 편의 보장 지원
- 그 밖에 남북한 간 교류협력의 확대·발전을 위하여 필요하다고 인정되거나 남북한 간 합의에 의하여 위임된 업무

## 연혁
- 2005년 7월 12일: 남북경제협력협의사무소를 설치.[5] 사무소 건물 준공.
- 2008년 2월 29일: 남북교류협력협의사무소로 개편.[6]
- 2018년 9월 14일: 남북공동연락사무소 사무처로 개편.[7]
- 2020년 6월 16일: 조선민주주의인민공화국의 남북공동연락사무소 폭파[8], 정부 오후 3시 40분부터 개성공업지구 내 전기 공급 차단[9]
- 2023년 4월 11일: 남북공동연락사무소 사무처 폐지.[10]

## 조직

### 처장
- 운영부[11]
- 교류부[12][13]
- 연락협력부[12][13]

## 폭파사건
2020년 6월 16일, 조선민주주의인민공화국이 연락사무소가 폭파되는 모습을 보게 될 것이라고 경고한 지 3일 만에 남북공동연락사무소를 폭파했다.

## 같이 보기
- 남북 관계
- 남북회담본부
- 2018년 제1차 남북정상회담
- 2018년 제2차 남북정상회담
- 2018년 제3차 남북정상회담
- 판문점 선언
- 9월 평양공동선언